# 南石加村
南石加村（みなみいしかむら）は三重県員弁郡にあった村。現在のいなべ市大安町の南西端にあたる。

## 地理
- 山岳：竜ヶ岳
- 河川：宇賀川

## 歴史
- 1889年（明治22年）4月1日 - 町村制の施行により、石榑南村・宇賀村・宇賀新田の区域をもって発足。
- 1907年（明治40年）4月1日 - 北石加村と合併して石榑村が発足。同日南石加村廃止。

## 名所・旧跡・観光スポット・祭事・催事
- 宇賀渓